# ساروت
ساروت  یک شهر در جزیره سنت لوسیا است. که در مرکز این جزیره واقع است.
که بین دو شهر Vanard و Durandeau واقع شده و نزدیک به شهرهایMorne Ciseaux وLa Treille می‌باشد.